# Dersu Uzała (książka)
Dersu Uzała (ros. Дерсу Узала) – książka Władimira Arsienjewa wydana w 1923 roku. Stanowi kontynuację opublikowanej w 1921 roku książki Po Kraju Ussuryjskim (ros. По Уссурийскому Краю). Opisuje w niej ponad półroczną podróż przez Kraj Ussuryjski: dorzecze Ussuri, pasmo Sichote Aliń i wybrzeże Morza Japońskiego. Wyprawa miała miejsce w 1907 i kilku dniach 1908 roku. Arsienjew dokładnie opisał faunę, florę i geologię obszaru. Przedstawia w niej także tytułowego Dersu Uzałę – myśliwego z plemienia Nanajów (Goldów).
Książka po raz pierwszy ukazała się w Polsce w 1938 roku nakładem Towarzystwa Wydawniczego „Rój”, a jako autora tłumaczenia wymieniono zbiorczy pseudonim Dr J.P. Zajączkowskiego. Kilkukrotnie wznawiana w różnych tłumaczeniach, m.in. w 1960 roku nakładem wydawnictwa MON w przekładzie Marii Kowalewskiej i Andrzeja Stawara. Ostatnio, w 2010 roku w cyklu Podróże Retro wydawnictwa Zysk i S-ka w przekładzie Ewy Skórskiej. Do najnowszego wydania przedmowę przygotował Jacek Pałkiewicz. 

## Ekranizacje
Książka była dwukrotnie ekranizowana. W 1961 ukazał się radziecki film w reżyserii Agasiego Babayana. Akira Kurosawa był reżyserem drugiej, japońsko-radzieckiej ekranizacji z 1975 roku.